# Sturmtief Burglind
Das Sturmtief Burglind zog am 2. und 3. Januar 2018 mit Orkanböen über Europa. Europaweit wurden mindestens 15 Menschen verletzt und mindestens drei Menschen getötet. Die versicherten Sachschäden in Europa betrugen 756 Millionen Euro.  Die größten Waldschäden verursachte Burglind mit rund 1,3 Millionen Kubikmeter Fallholz in der Schweiz. Am Rhein und seinen Nebenflüssen verstärkte sich durch die Regenmengen die schon vorher wegen der Schneeschmelze bestehende Hochwasserlage.

## Meteorologie
Eingelagert in eine starke sehr dynamische Westwindzone und in der Höhe gekoppelt an einen starken Jetstream (siehe Satellitenfilm) erreichte das Tief zunächst über Schottland mit einem Kerndruck von 966 hPa am 3. Januar seinen tiefsten Luftdruck. Die spezielle Konstellation führte in der Schweiz beim Auftreffen auf die Alpen zu ungewöhnlich starken Orkanböen im Flachland. Burglind bewirkte dann bei überdurchschnittlich hoher Temperatur für den Winter und gestiegener Schneefallgrenze von 600 auf über 2000 Metern zusammen mit dem nachfolgenden Randtief Christine und weiteren Regengebieten starke Niederschläge in den Alpen und deutschen Mittelgebirgen mit längeren trockenen Abschnitten. Ausgeprägter Regen östlich und westlich der Zentralschweiz, aber auch Neuschnee in den hochalpinen Höhenlagen und einige Schneefälle in vom Westwind geschützten inneralpinen Tallagen etwa in Obergoms und der Surselva waren die Folge.

## Namensgebung
Während im deutschsprachigen Raum der vom Institut für Meteorologie der Freien Universität Berlin vergebene Vorname der Namenspatin Burglind Gorn als Name für das Tiefdruckgebiet benutzt wurde, ist er im Rest Europas mit Eleanor bezeichnet worden. Diesen Namen hatte der Sturm im Rahmen der Namensvergabe für Winterstürme in Irland und im Vereinigten Königreich erhalten.

## Auswirkungen in der Schweiz

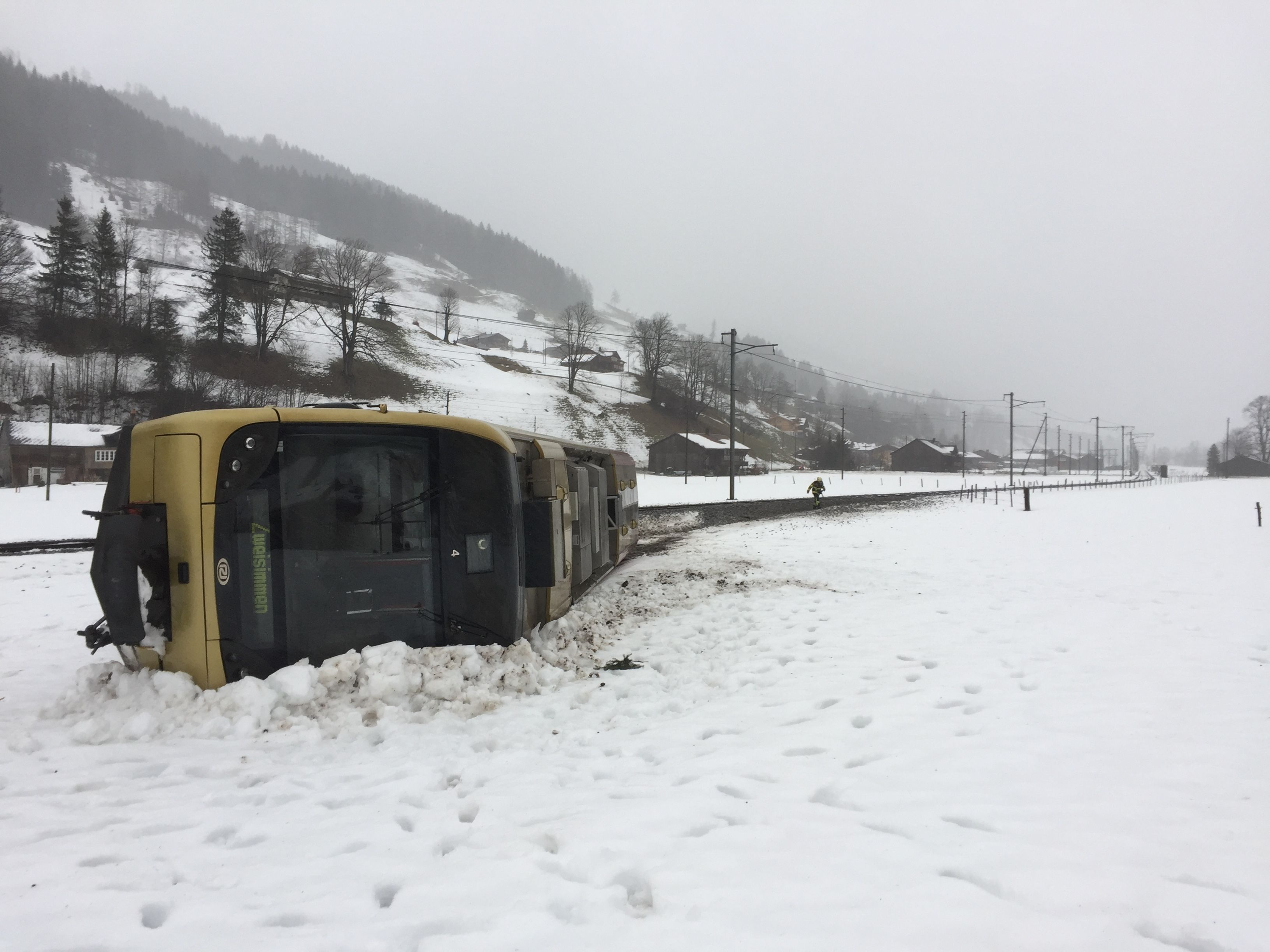
Umgeworfener Zug in Lenk

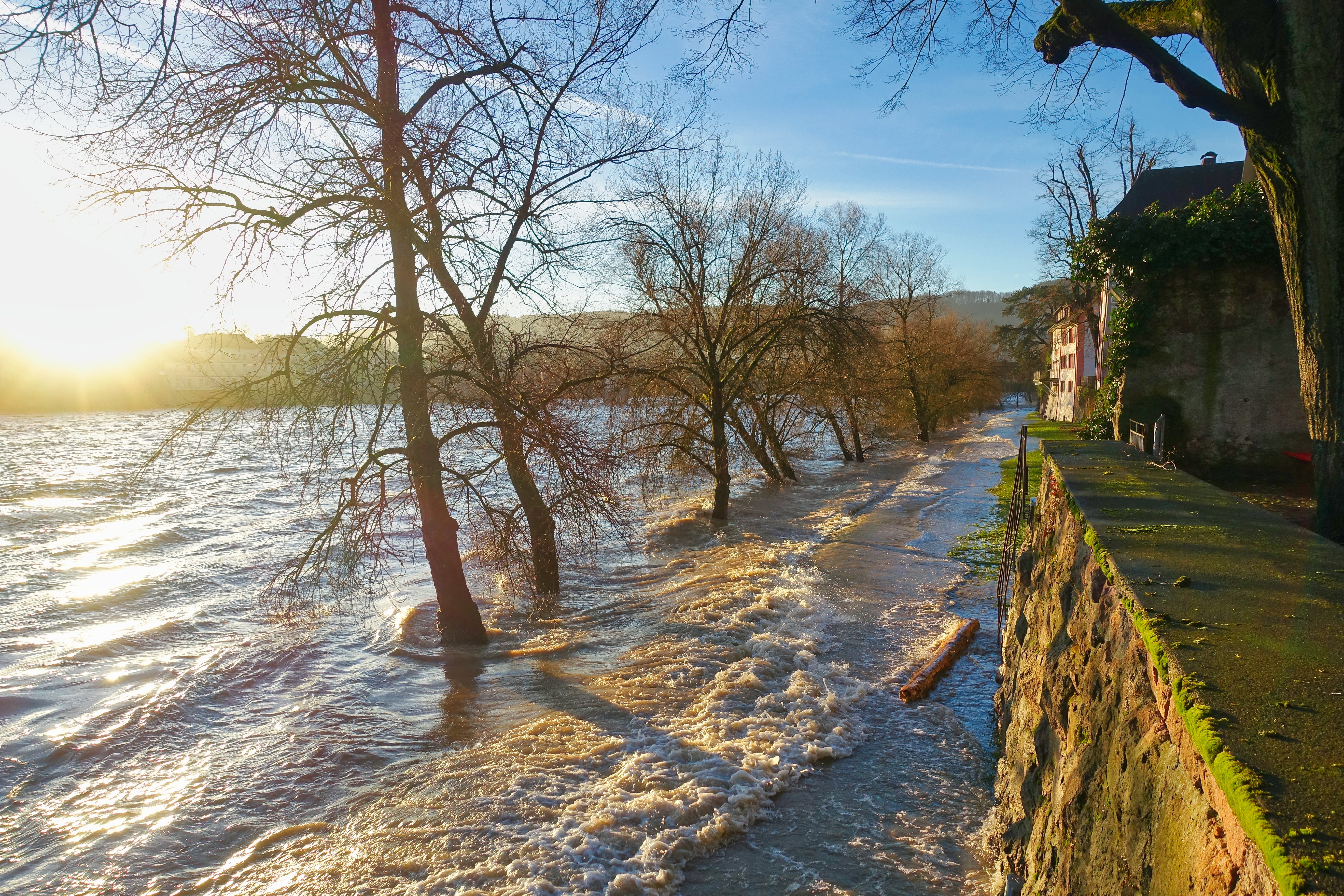
Nach Wind und Regen: Hochwasser am 5. Januar 2018 im Hochrhein nahe der Schweiz

Der Sturm mit starker Westströmung erreichte in der Schweiz die höchsten Windgeschwindigkeiten: Burglind war seit Lothar der stärkste Sturm. Auf dem Chasseral (1599 m) und auf dem Bantiger bei Bern (941 m) erreichte er auch im zehnminütigen Mittelwind Orkanstärke mit 117 km/h oder mehr. Der Sturm stellte in der Schweiz mehrere Windrekorde auf. Auf dem Pilatus wurden Spitzenböen mit 194 km/h gemessen. Das ist die höchste jemals dort gemessene Geschwindigkeit einer Windböe. Im Tierpark Arth Goldau erreichte eine Böe 226 km/h, das ist schweizweit einer der höchsten jemals im Flachland gemessene Werte. In den Stadtgebieten Thun, Luzern, Zürich oder Schaffhausen erreichten einzelne Böen Orkanstärke. Zwischen Zweisimmen und Lenk warf eine Orkanböe einen 20 Tonnen schweren Eisenbahnwaggon der Montreux-Berner-Oberland-Bahn in laufender Fahrt aus den Gleisen, so dass er umkippte. Dabei wurden acht Menschen verletzt.  Auf der A1 kippten drei große Lastwagen mit Anhänger und fünf Lieferwagen um, deshalb musste die Autobahn zeitweise gesperrt werden. Burglind hatte ein Tiefdruckgebiet im Schlepptau, das in den Folgetagen aufgrund der verbreiteten Regenfälle in den Schnee und der warmen Temperaturen zu zahlreichen Erdrutschen und Lawinen im Berner Oberland führte. Gemeinden wie Adelboden waren zeitweise abgeschnitten. Im Berner Oberland wurden einige Gemeinden durch Hochwasser überflutet.
| Kanton               | Fallholz in Kubikmeter |
| -------------------- | ---------------------- |
| Bern                 | 400.000                |
| Zürich               | 200.000                |
| Aargau               | 150.000                |
| Solothurn            | 100.000                |
| Luzern               | 50.000                 |
| Schwyz               | 25.000                 |
| Schaffhausen         | 20.000                 |
| Zug                  | 12.000                 |
| Zwischensumme        | 957.000                |
| Schweiz alle Kantone | 1.300.000              |

Die NZZ schrieb am 4. Januar, Burglind sei in der Schweiz „trotz einigen Schadensmeldungen und grösseren Störungen im Strassen- und Schienenverkehr“ relativ glimpflich verlaufen.  Im Kanton Bern lag zum Beispiel der Gesamtschaden durch Burglind bei 30 Millionen Franken, bei Lothar waren es 150 Millionen. 40.000 Menschen waren zeitweise im Kanton Bern ohne Strom. Allerdings führte der Sturm an einzelnen Stellen im Flachland zu erheblich stärkeren Windböen, so dass lokal größere Schäden als bei Lothar entstanden. Durch Burglind fielen zum Beispiel 50 große Buchen im Tierpark Dählhölzli. Größere Waldschäden gab es in den Kantonen Bern, Zürich, Solothurn und Aargau sowie in der Zentralschweiz. Radio Pilatus meldete: „Der Revierförster im Kanton Zug schätzt die Menge des Sturmholzes, also der umgestürzten und abgeknickten Bäume, auf etwa 12.000 Kubikmeter. Das entspricht 600 Lastwagen voller Bäume.“  Im Kanton Schwyz gab es 20.000 bis 25.000 Kubikmeter Fallholz. Bei Lothar waren es 380.000 Kubikmeter. Dies „sei auf Pflegemassnahmen zurückzuführen, die die Schutzwirkung des Waldes verbessert hätten.“ (Luzerner Zeitung am 5. Januar 2018) Zum Vergleich: Der Orkan Lothar verursachte 1999 in der gesamten Schweiz 13 Millionen Kubikmeter Fallholz. Der versicherte Sachschaden für die Schweiz wird mit 121 Mio. SFR angegeben.

## Auswirkungen in Deutschland
In Nordrhein-Westfalen wurden Bäume entwurzelt, was zu Störungen im Bahnverkehr und blockierten Straßen führte. In Köln fuhren nur wenige Straßenbahnen wegen beschädigter Stromleitungen. Bei Volksdorf in Niedersachsen stürzte eine Windkraftanlage um.
Am Oberlauf des Rheins traten viele Nebenflüsse über die Ufer, in den Orten St. Blasien und Menzenschwand im Schwarzwald gab es massive Hochwasserschäden. In St. Blasien fielen durch Burglind 127 mm Regen innerhalb von 24 Stunden vom 3. bis zum 4. Januar. An zahlreichen anderen schneebedeckten Orten im Schwarzwald waren es mehr als 80 mm Regen. Der relativ warme Regen führte so zu einer Schneeschmelze, die das Hochwasser noch verstärkte.
Das Sturmtief und die dadurch ausgelöste Schneeschmelze verursachte ein Winterhochwasser an Neckar, Lahn und Mosel. Die Schifffahrt war stark betroffen, nach Neckar, Main und Mosel wurde durch das Rheinhochwasser am 5. Januar auch auf dem Oberrhein bei Karlsruhe der Schiffsverkehr eingestellt, was auch für Köln zu einem späteren Zeitpunkt erwartet wurde. Am 7. Januar wurde die kritische Hochwassermarke II (8,30 Meter) am Pegel Köln mit 8,42 Metern überschritten – mit langsam steigender Tendenz; der Transport entlang der Rheinschiene flussaufwärts muss nun auf andere weniger umweltfreundliche Verkehrsmittel umgeladen werden, die Binnenhäfen oberhalb von Köln werden nicht mehr erreicht. In Düsseldorf wird bei Rheinhochwasser die Düssel abgeschiebert, Gewässer die als Puffer und Zwischenspeicher dienen wie der Kaiserteich abgesenkt, eine "Stromleitwand" aufgebaut. In Köln erreichte der Rhein am 8. Januar um 18 Uhr den höchsten Pegelstand mit 8,78 Meter.
Am Oberlauf der Mosel und seinen Nebenflüssen sammelten sich die Regenmengen erst allmählich, in Saarbrücken wurde wegen des Hochwassers an der Saar die A620 für den Verkehr gesperrt. Seit dem Rheinhochwasser 1995 seien im Einzugsgebiet des Stroms bis 2015 rund zehn Milliarden Euro in Hochwasservorsorge mit Rückhalteräumen und Deichrückverlegungen investiert worden.
Am 3. Januar erzeugten die Windkraftanlagen in Deutschland 1,1 Milliarden Kilowattstunden Strom. Diese Strommenge deckte 71,6 Prozent des Stromverbrauchs in Deutschland an diesem Tag.
Erste Schätzungen des versicherten Schadens reichten von 200 Mio. Euro der Versicherungsmathematiker von Meyerthole Siems Kohlruss (MSK) bis unter 500 Mio. Euro des Gesamtverbandes der Versicherungswirtschaft (GDV). Die vorläufige Endzahl des GDV liegt bei 140 Mio. Euro.

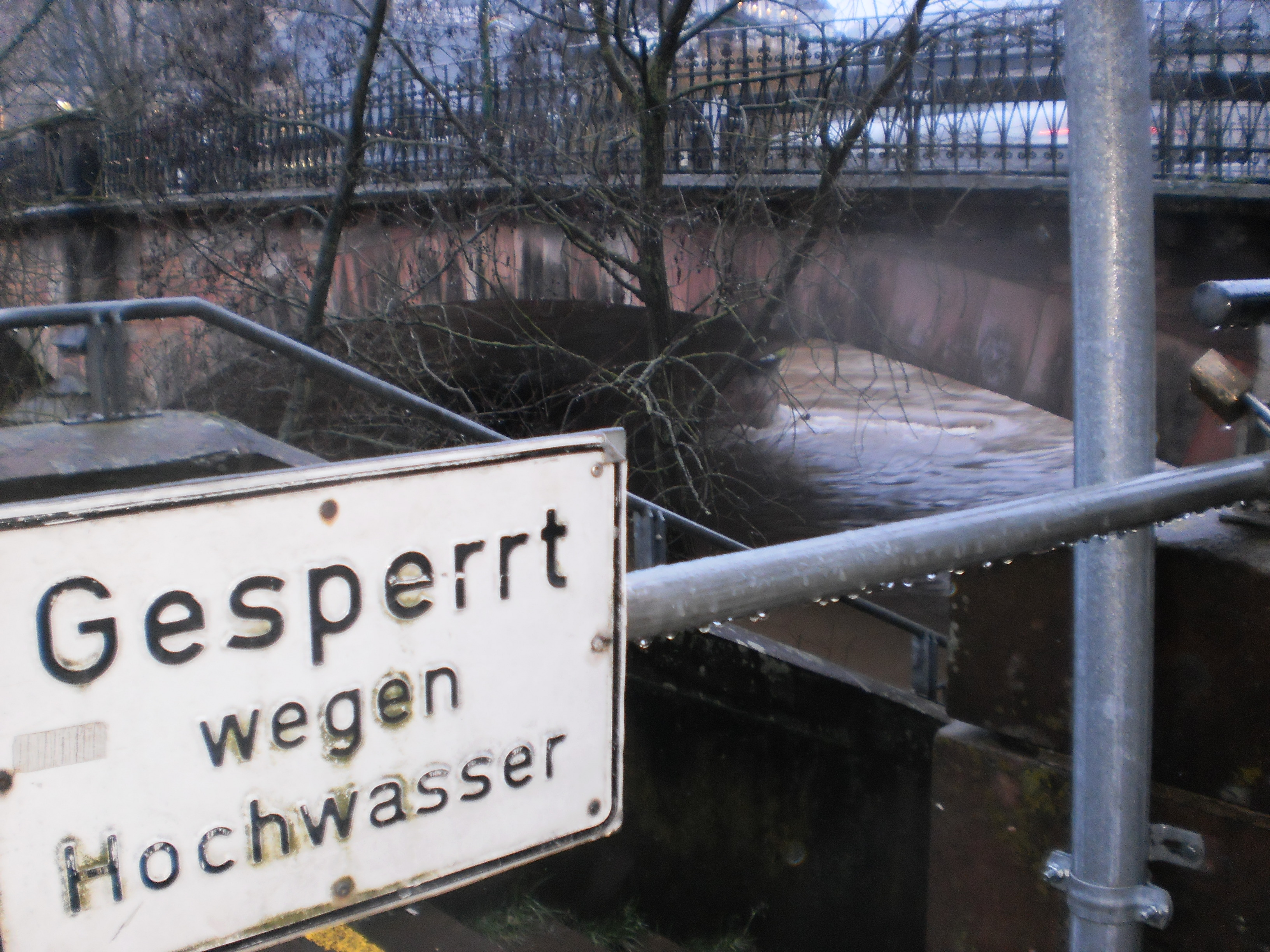
Auswirkungen des zusätzlichen Regens an der Lahn, 4. Januar
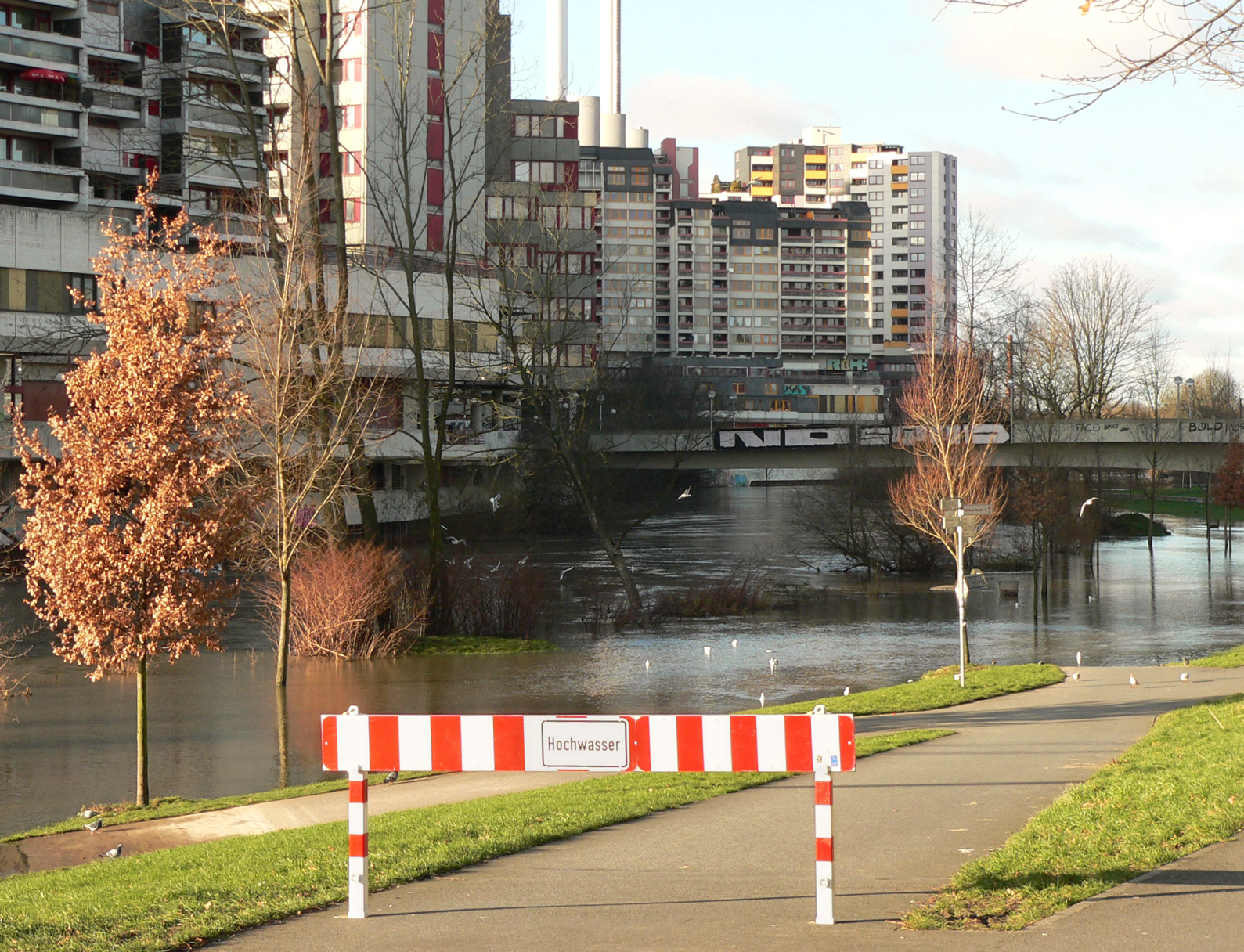
Hochwasser der Ihme am Ihmezentrum in Hannover, 7. Januar
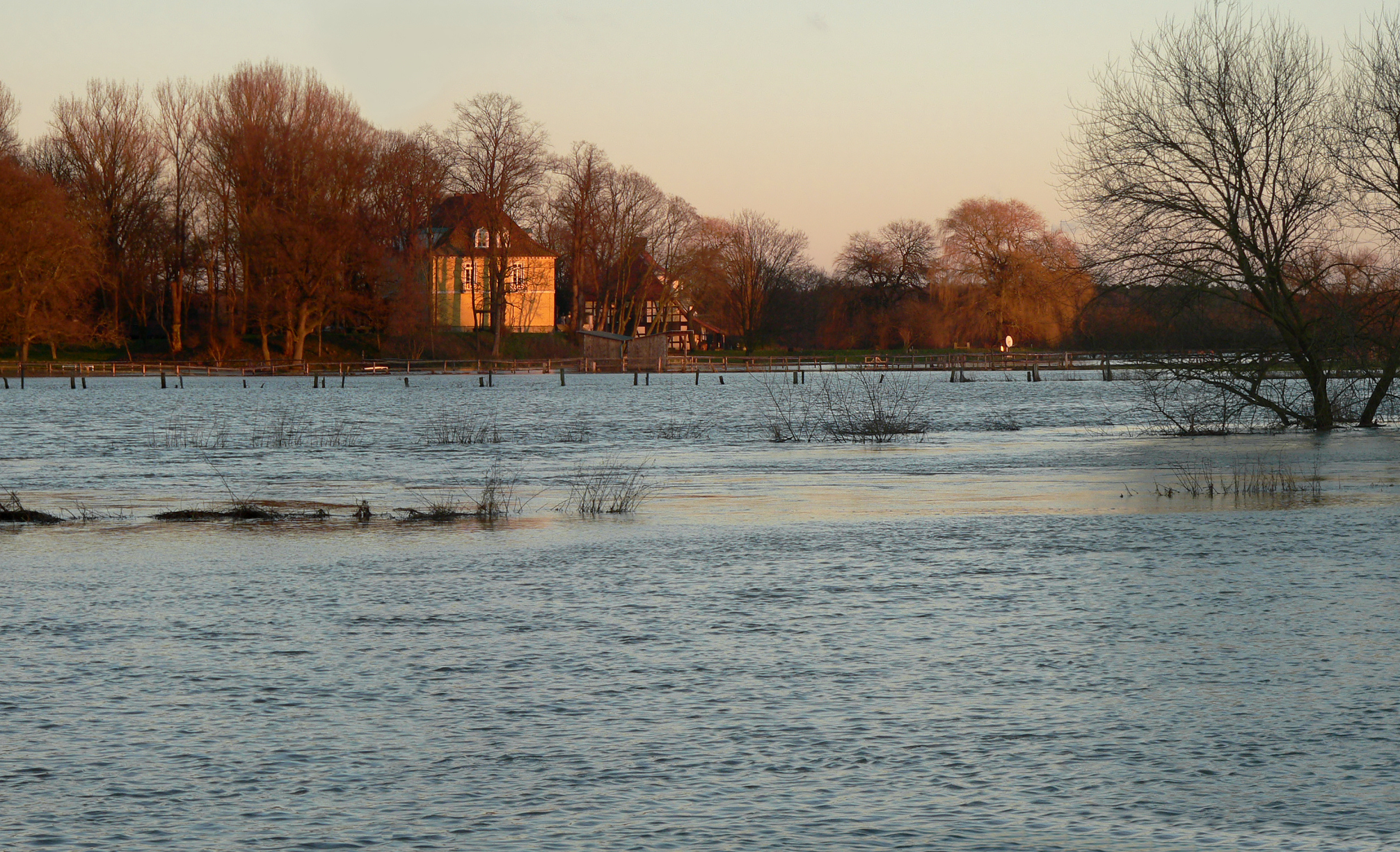
Überflutete Leineniederung am Schloss Ricklingen, 7. Januar
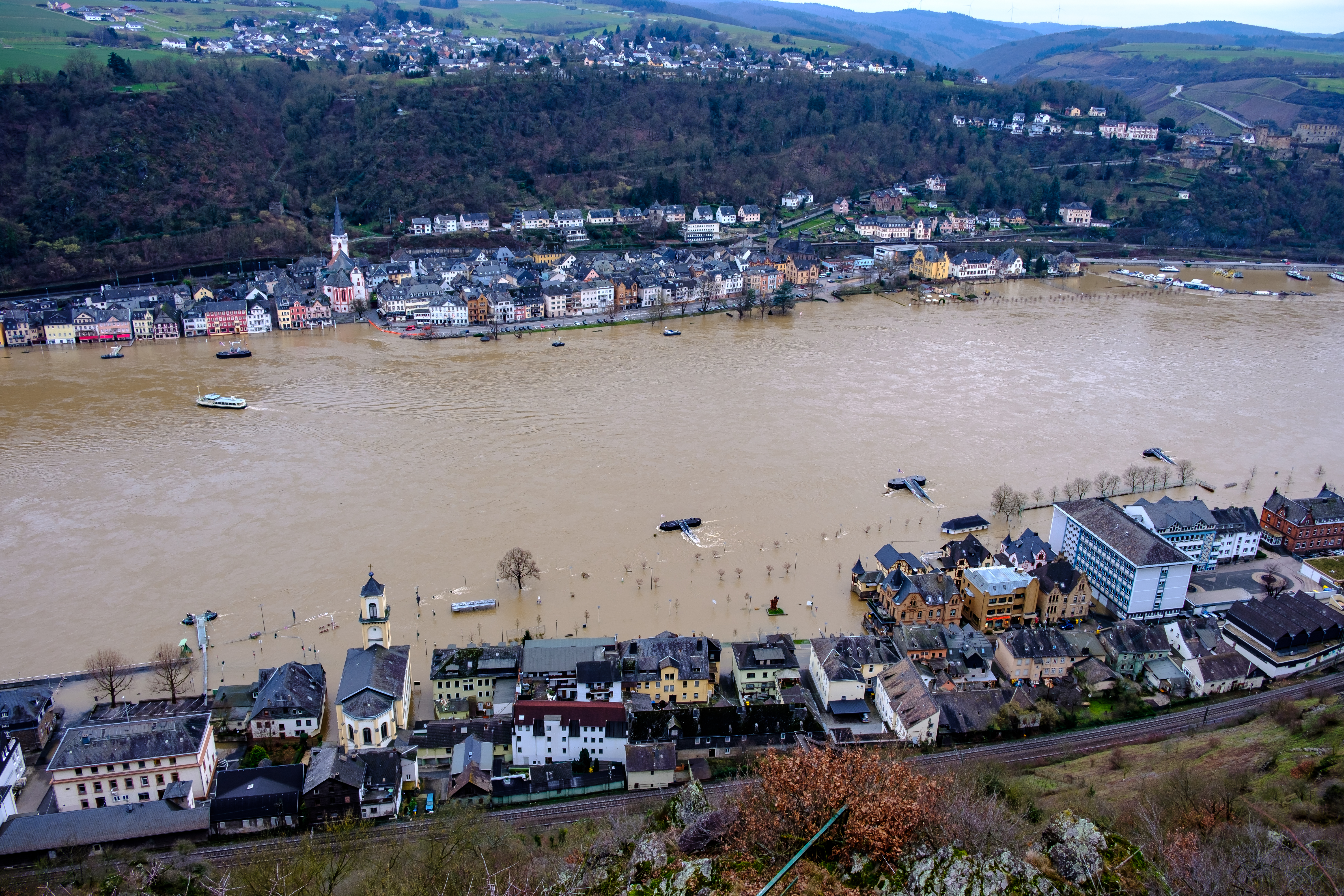
Rheinhochwasser bei St. Goar am 8. Januar
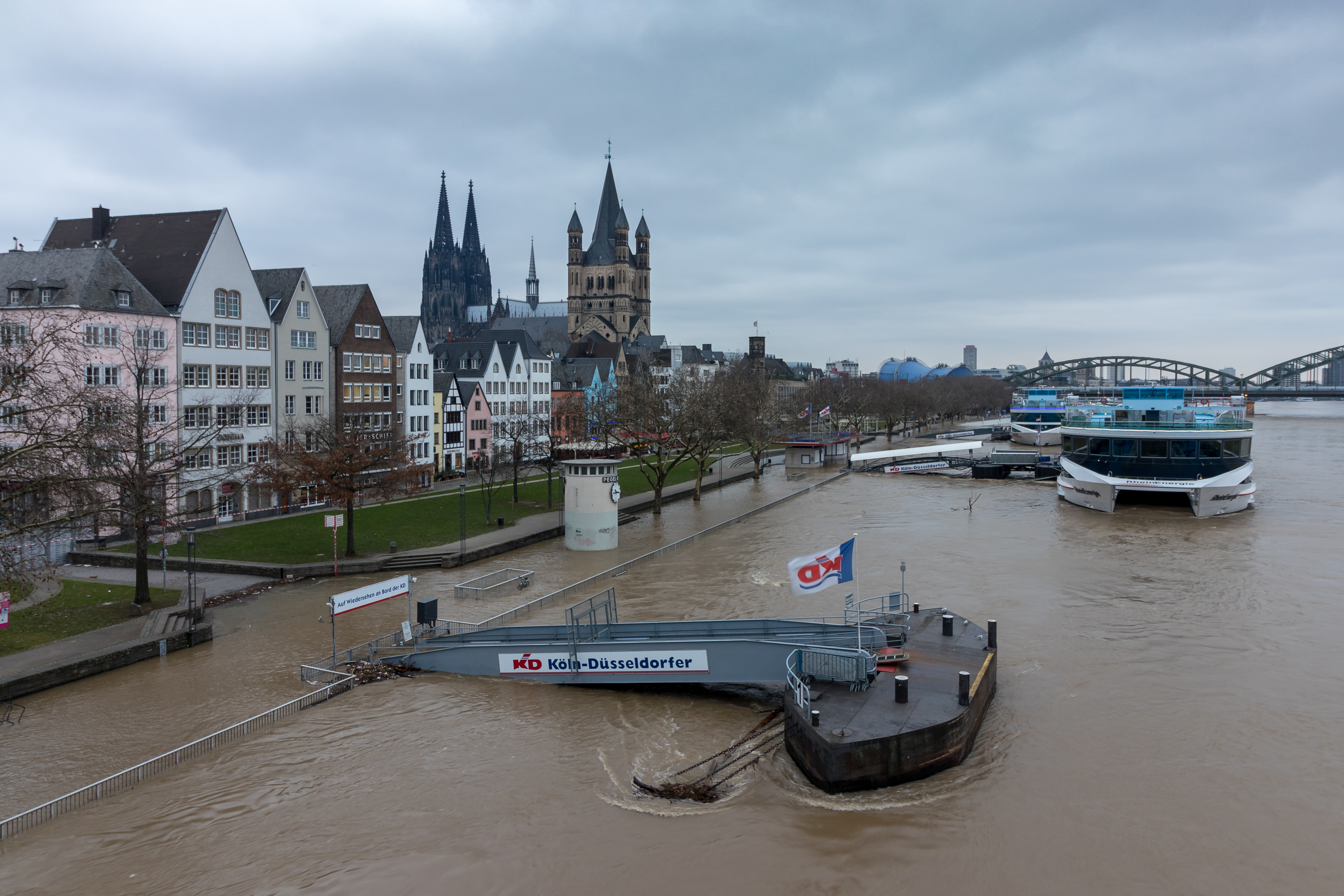
Rheinhochwasser am Pegel Köln und mobile Schutzwände (links), 8. Januar
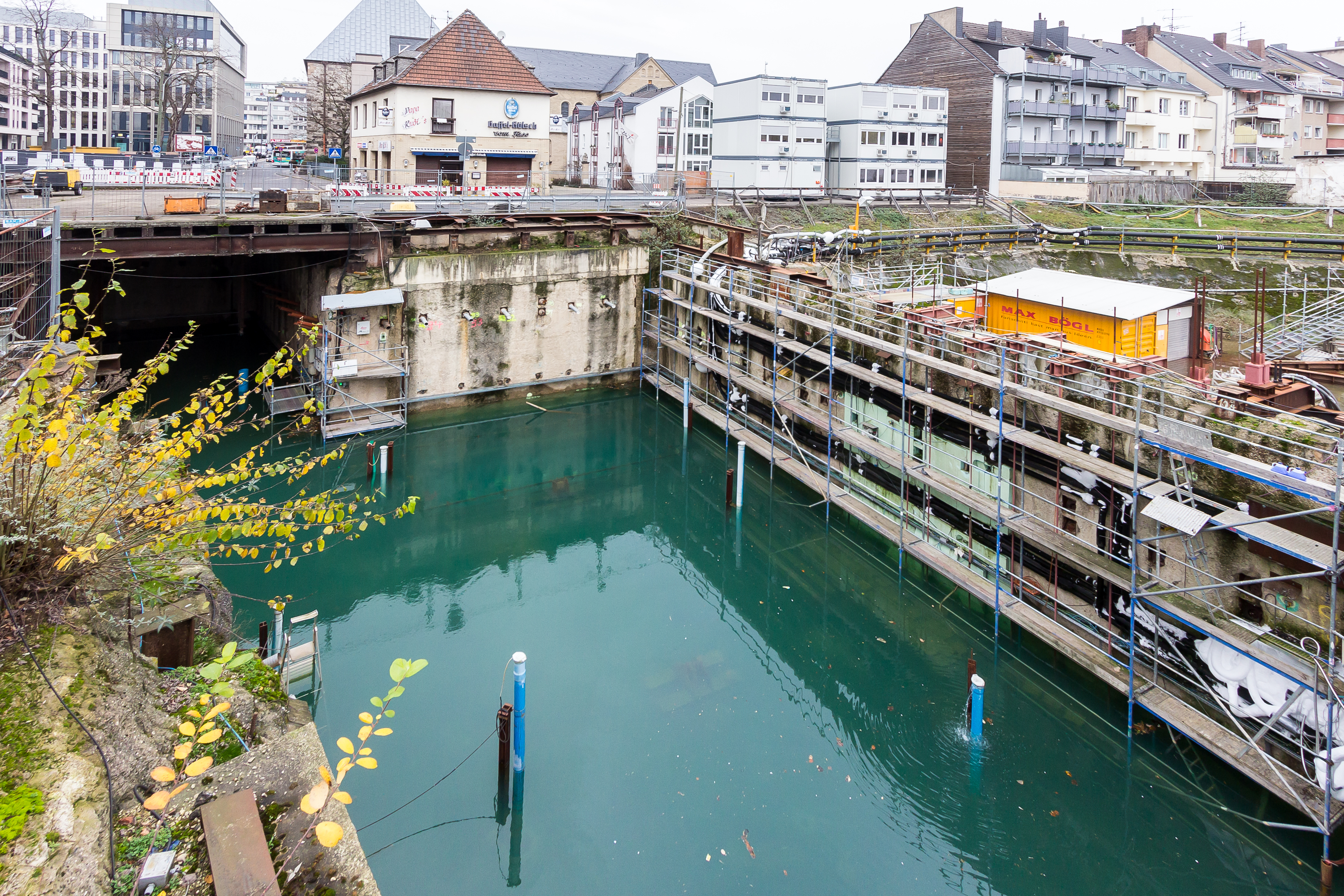
Besichtigungsbauwerk des eingestürzten Historischen Archivs der Stadt Köln mit erhöhtem Grundwasserspiegel am 9. Januar

## Auswirkungen in Frankreich, Spanien und den Britischen Inseln

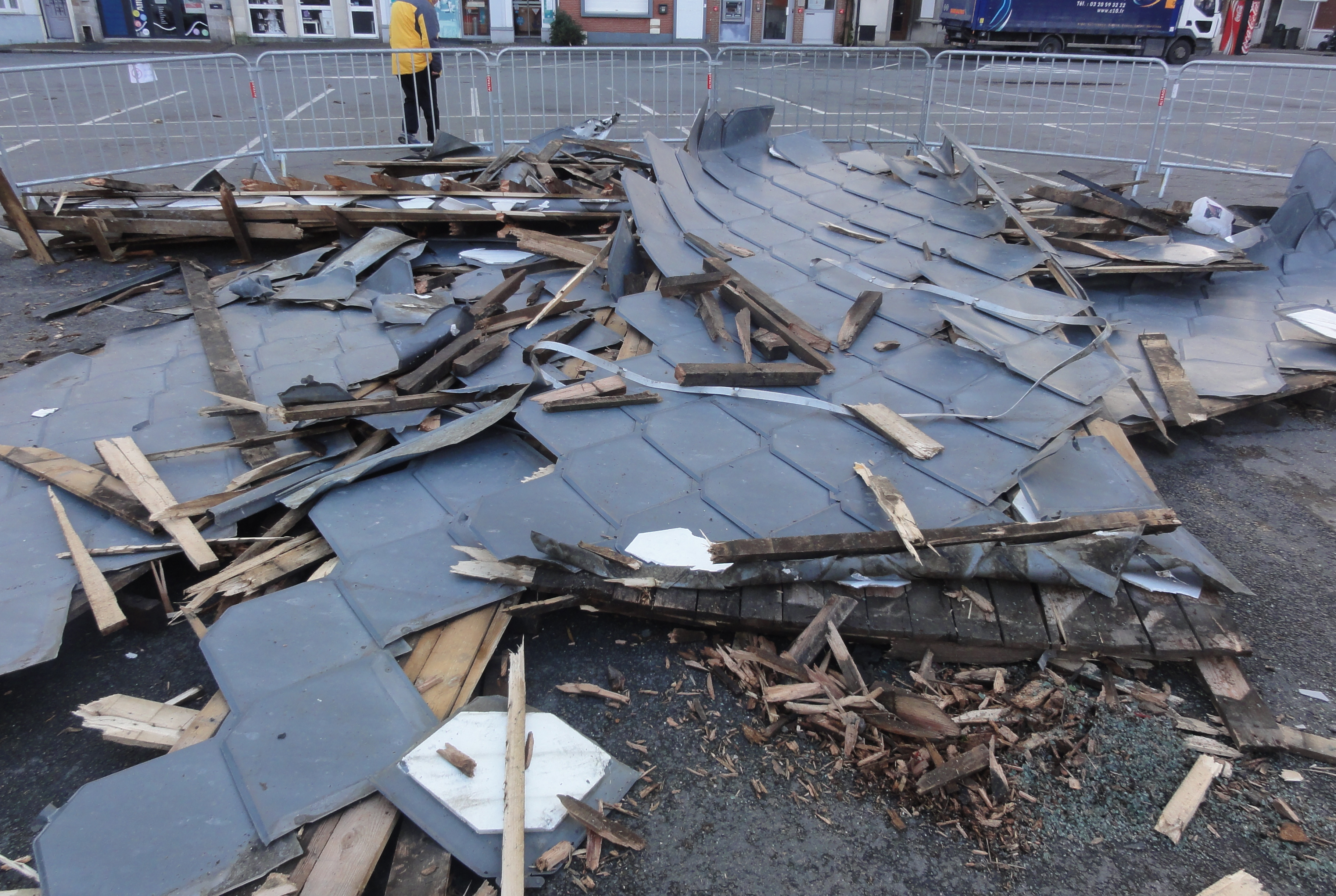
Am 3. Januar abgedecktes Dach in Frankreich

In Frankreich waren zeitweise rund 200.000 Haushalte ohne Strom. Dort wurde eine Person in den Alpen durch einen umstürzenden Baum erschlagen. In Spanien kamen zwei Personen durch eine hohe Welle am Meer um. Auch auf den Britischen Inseln wurden Bäume entwurzelt und LKWs kippten um. Es gab zahlreiche Schäden durch hohe Wellen an Hafenverbauungen und an der Küste entlang. In Irland waren 55.000 Menschen zeitweise ohne Strom.